# Unité du Royaume
Cet article court présente un sujet plus développé dans : Danemark.
L'Unité du Royaume (en danois : Rigsfællesskabet, en féroïen : Ríkisfelagsskapurin, en groenlandais : Naalagaaffeqatigiinneq) est l'entité politique qui rassemble les trois pays constitutifs du royaume de Danemark : le Danemark proprement dit, les Îles Féroé et le Groenland.